# Macrobiotus seychellensis
Macrobiotus seychellensis är en djurart som tillhör fylumet trögkrypare, och som beskrevs av Vladimir I. Biserov 1994. Macrobiotus seychellensis ingår i släktet Macrobiotus och familjen Macrobiotidae. Inga underarter finns listade i Catalogue of Life.